# Liste der Baudenkmäler in Großeibstadt
Auf dieser Seite sind die Baudenkmäler in der unterfränkischen Gemeinde Großeibstadt zusammengestellt. Diese Tabelle ist eine Teilliste der Liste der Baudenkmäler in Bayern. Grundlage ist die Bayerische Denkmalliste, die auf Basis des Bayerischen Denkmalschutzgesetzes vom 1. Oktober 1973 erstmals erstellt wurde und seither durch das Bayerische Landesamt für Denkmalpflege geführt wird. Die folgenden Angaben ersetzen nicht die rechtsverbindliche Auskunft der Denkmalschutzbehörde.

## Ortsbefestigung Großeibstadt
| Lage                     | Objekt      | Beschreibung | Akten-Nr.             | Bild           |
| ------------------------ | ----------- | --- | --------------------- | -------------- |
| Hauptstraße 8 (Standort) | Schmiedstor | Torhaus der ehemaligen Dorfbefestigung, eingeschossiger Satteldachbau, teils Fachwerk, teils massiv, verputzt, 1631, mit ehemaliger Schmiede | D-6-73-127-6 Wikidata | weitere Bilder |

## Baudenkmäler nach Gemeindeteilen

### Großeibstadt
| Lage                                                                     | Objekt                                                   | Beschreibung | Akten-Nr.              | Bild           |
| ------------------------------------------------------------------------ | -------------------------------------------------------- | --- | ---------------------- | -------------- |
| Bundesstraße 279 (Standort)                                              | Kilometerstein                                           | Sandstein, nach 1872 | D-6-73-127-51 Wikidata | BW             |
| Fürstgasse 3 (Standort)                                                  | Pforte mit Vorhangbogen                                  | Sandstein, Anfang 18. Jahrhundert | D-6-73-127-1 Wikidata  | weitere Bilder |
| Fürstgasse 6 (Standort)                                                  | Wohnhaus                                                 | Traufständiges Halbwalmdachhaus mit massivem Erdgeschoss und Fachwerkobergeschoss, 18. Jahrhundert, Pforte mit Kragsteinen, Sandstein, bezeichnet „1779“ | D-6-73-127-2 Wikidata  | weitere Bilder |
| Fürstgasse 8 (Standort)                                                  | Bauernhof                                                | Dreiseithof in Ecklage, ehemaliges Wohnstallhaus, giebelständiger zweigeschossiger Satteldachbau mit Laube, verputztes Fachwerk, erste Hälfte 18. Jahrhundert mit Veränderungen 19. Jahrhundert | D-6-73-127-3 Wikidata  | weitere Bilder |
| Fürstgasse 8 (Standort)                                                  | Bauernhof                                                | Scheune, Fachwerkbau mit Satteldach, 19. Jahrhundert | D-6-73-127-3 Wikidata  | weitere Bilder |
| Fürstgasse 8 (Standort)                                                  | Bauernhof                                                | Stallgebäude zweigeschossig mit Satteldach, Fachwerk, erste Hälfte 18. Jahrhundert mit Veränderungen 19. Jahrhundert | D-6-73-127-3 Wikidata  | weitere Bilder |
| Fürstgasse 8 (Standort)                                                  | Bauernhof                                                | Fußgängerpforte mit Schulterbogen, Sandstein, bezeichnet „1779“ | D-6-73-127-3 Wikidata  | weitere Bilder |
| Geißleite, in der Flurabteilung Höflein südlich Aussiedlerhof (Standort) | Bildstock, sogenanntes Stühlersbildstöckla               | Sockel mit Inschrift und achtkantiger Säule, Aufsatz mit Reliefs der Vierzehn Heiligen und der Trinität, Sandstein, neugotisch, Mitte 19. Jahrhundert, bezeichnet „1817“ | D-6-73-127-42 Wikidata | BW             |
| Hauptstraße 11 (Standort)                                                | Bauernhof                                                | Ursprünglich zweigeschossiges giebelständiges Wohnwirtschaftsgebäude, rückwärtig mit Hochlaube, 18. Jahrhundert, durch Zwerchbau 19. Jahrhundert zu hakenförmiger Anlage erweitert, teil verputzter Fachwerkbau mit Satteldach, Türrahmung bezeichnet „1762“ | D-6-73-127-7 Wikidata  | weitere Bilder |
| Hauptstraße 13, 13 a (Standort)                                          | Bauernhof                                                | Wohngebäude, zweigeschossiger, verputzter Satteldachbau mit massivem Erdgeschoss und Fachwerkobergeschoss, mit Schiebeläden, 1. Hälfte 18. Jh., später verändert; ehem. Stallung, eingeschossiger Hausteinmauerwerksbau mit Satteldach, 2. Hälfte 19. Jh.; ehem. Scheune, Fachwerkbau mit Satteldach, wohl 1. Hälfte 19. Jh.; Remise, zweigeschossiger offener Holzbau mit Satteldach, wohl 1. Hälfte 19. Jh.; Torpfeiler, bez. 1714 und 1916 | D-6-73-127-45          | BW             |
| Hauptstraße 17 (Standort)                                                | Gasthaus zum Hirschen                                    | Zweigeschossiger Traufseitbau mit mittiger Tordurchfahrt und Satteldach, Steinbau verputzt, im Kern 1616, im 19. Jahrhundert verändert | D-6-73-127-8 Wikidata  | weitere Bilder |
| Hauptstraße 19 (Standort)                                                | Wohnhaus                                                 | Zweigeschossiger Traufseitbau mit Satteldach, massives Erdgeschoss, verputztes Fachwerkobergeschoss, Mitte 19. Jahrhundert | D-6-73-127-9 Wikidata  | weitere Bilder |
| Hauptstraße 21 (Standort)                                                | Hoftoranlage mit Pforte                                  | Torbogen mit Kämpferprofilen und Löwenkopfschlussstein, Pforte mit geradem Sturz und geortem Profil, massiv, teilverputzt, bezeichnet „1746“ | D-6-73-127-10 Wikidata | weitere Bilder |
| Hauptstraße 24 (Standort)                                                | Hausfigur                                                | Marienkrönungsrelief, wohl gefasstes Holz, 18. Jahrhundert | D-6-73-127-12 Wikidata | weitere Bilder |
| Hauptstraße 30 (Standort)                                                | Wohnhaus in Ecklage                                      | zweigeschossiger Satteldachbau mit Freigespärre, massives Erdgeschoss, Fachwerkobergeschoss 1923 | D-6-73-127-48          | BW             |
| Hauptstraße 34, 36 (Standort)                                            | Bauernhaus                                               | Stattlicher Eckbau auf Winkelgrundriss, zweigeschossig mit Satteldach, Erdgeschoss massiv, Bruchstein und Haustein, Fenster mit gestelzten Profilen, 1617 (dendrochronologisch datiert), Türrahmung bezeichnet „1724“, Obergeschoss in Fachwerk 17./18. Jahrhundert | D-6-73-127-13 Wikidata | weitere Bilder |
| Hauptstraße 34, 36 (Standort)                                            | Kellerzugang                                             | | D-6-73-127-13 Wikidata | weitere Bilder |
| Hauptstraße 34, 36 (Standort)                                            | Zugehörig Austragshaus                                   | Zweigeschossiger Satteldachbau, Fachwerk, mit vorkragendem Obergeschoss, zum Teil als Laube, 17./18. Jahrhundert | D-6-73-127-13 Wikidata | weitere Bilder |
| Hauptstraße 37 (Standort)                                                | Fußgängerpforte                                          | Mit profiliertem Vorhangbogen, Sandstein, bezeichnet „1715“ | D-6-73-127-15 Wikidata | weitere Bilder |
| Hofgasse 2 (Standort)                                                    | Kreuzschlepper                                           | Sandstein, 19. Jahrhundert; auf der Hofpforte | D-6-73-127-16 Wikidata | weitere Bilder |
| Hofgasse 11 (Standort)                                                   | Bauernhof                                                | Bauernhaus traufständiger zweigeschossiger Fachwerkbau mit Satteldach, Giebel vorkragend, 18. Jahrhundert | D-6-73-127-18 Wikidata | weitere Bilder |
| Hofgasse 11 (Standort)                                                   | Bauernhof                                                | Rundbogiges Hoftor, Pforte mit georter Rahmung, bezeichnet „1762“ | D-6-73-127-18 Wikidata | weitere Bilder |
| Hofgasse 12 (Standort)                                                   | Fußgängerpforte                                          | Mit gestelzten Profilen und Engelsköpfchen im Schulterbogen, bezeichnet „1740“ | D-6-73-127-19 Wikidata | weitere Bilder |
| Kirchplatz, vor dem Pfarrhaus (Standort)                                 | Figur der Immaculata                                     | Sandstein, spätbarock, bezeichnet „1762“, stark übergangen | D-6-73-127-24 Wikidata | weitere Bilder |
| Kirchplatz 1 (Standort)                                                  | Katholische Pfarrkirche Sankt Johann Baptist             | Chorturm mit Spitzhelm, Unterbau im Kern 14. Jahrhundert, nachgotische Veränderungen und Aufbau 1611/12, massives nachgotisches Langhaus mit Satteldach 1614, in den nach Norden angefügten Neubau von 1965–66 einbezogen | D-6-73-127-21 Wikidata | weitere Bilder |
| Kirchplatz 1, auf dem Kirchhof (Standort)                                | Friedhofskreuz                                           | Sockel mit Inschrift und Kruzifix, klassizistisch, Sandstein, bezeichnet „1815“ | D-6-73-127-40 Wikidata | BW             |
| Kirchplatz 3, südöstlich der Kirche vor dem Pfarrhof (Standort)          | Prozessionsaltar mit Kreuzschlepper                      | Sandstein, bezeichnet „1741“ | D-6-73-127-22 Wikidata | weitere Bilder |
| Kirchplatz 5 (Standort)                                                  | Pfarrhof                                                 | Pfarrhaus, zweigeschossiger Walmdachbau auf hohem Kellersockel, 18. Jahrhundert | D-6-73-127-23 Wikidata | weitere Bilder |
| Kirchplatz 5 (Standort)                                                  | Pfarrhof                                                 | Pfarrhofmauer mit vorgesetztem Nebengebäude und Torbogen, bezeichnet „1725“ | D-6-73-127-23 Wikidata | BW             |
| Nähe An der Bundesstraße, gegenüber Nr. 1 (Standort)                     | Heiligenhäuschen                                         | Mit geschwungenem Sockel und eingezogen stichbogiger Verdachung, spätbarock, Sandstein, bezeichnet „1791“, Marienfigur modern | D-6-73-127-5 Wikidata  | weitere Bilder |
| Kreuzbergstraße (Standort)                                               | Kreuzkapelle                                             | Einseitig offener, polygonal geschlossener Massivbau mit Walmdach und schmiedeeisernem Gittertor, spätbarock, bezeichnet „1758“; mit Ausstattung | D-6-73-127-25 Wikidata | BW             |
| Kreuzbergstraße (Standort)                                               | Kreuzweg                                                 | 14 Kreuzwegstationen, kannelierte Säulen mit Reliefs in neugotischen Rahmen, Gusseisen, 1889 | D-6-73-127-25 Wikidata | BW             |
| Kreuzbergstraße (Standort)                                               | Bildstock                                                | Mit Trinitätsrelief, Sandstein, 18./19. Jahrhundert | D-6-73-127-25 Wikidata | BW             |
| Kreuzbergstraße (Standort)                                               | Gedenkkreuz für 1811                                     | Schlichtes Sandsteinkreuz mit Inschrift, errichtet 1814 | D-6-73-127-25 Wikidata | BW             |
| Reichertsgasse 5 (Standort)                                              | Bauernhaus, ehemals dem Kloster Sankt Johannes zugehörig | Zweigeschossiger massiver Satteldachbau mit profilierten Fensterrahmen, bezeichnet „1630“ | D-6-73-127-52 Wikidata | BW             |
| Reichertsgasse 5 (Standort)                                              | Hofmauer                                                 | Mit Pforte in nachgotischen Formen, 17. Jahrhundert | D-6-73-127-52 Wikidata | BW             |
| Schelmsbaum; am Schleifweg (Standort)                                    | Bildstock                                                | Einfacher Sockel mit Säule, 18. Jahrhundert, Aufsatz mit Reliefs der Immaculata und der Kreuzigungsgruppe, Sandstein, 1857 | D-6-73-127-39 Wikidata | BW             |
| Tannengartenweg 6, 8 (Standort)                                          | Ehemalige Mühle                                          | Giebelständiger zweigeschossiger Massivbau mit Satteldach, verputzt mit reich profilierten Tür- und Fensterrahmungen in Sandstein, Giebelfeld verputztes Fachwerk, im Kern 17. Jahrhundert mit Veränderungen 18./19. Jahrhundert | D-6-73-127-26 Wikidata | weitere Bilder |
| Weedgasse 2 ()                                                           | Wohnhaus                                                 | zweigeschossiger Satteldachbau, Erdgeschoss Sandsteinquader, Obergeschoss Fachwerk, neugotisches Figurenhäuschen mit Madonna, 2. Hälfte 19. Jh.; Stallung und Remise, eingeschossiger Satteldachbau, z. T. massiv, z. T. Fachwerk, 2. Hälfte 19. Jh.; Scheune mit Hofdurchfahrt, Fachwerk, um 1900; Hoftorpfeiler bez. 1870 | D-6-73-127-49          |                |

### Kleineibstadt
| Lage                                                                                          | Objekt                                       | Beschreibung | Akten-Nr.              | Bild           |
| --------------------------------------------------------------------------------------------- | -------------------------------------------- | --- | ---------------------- | -------------- |
| Am Brückenrangen, an der Straßengabelung In der Leite/Steige (Standort)                       | Bildstock                                    | Sockel mit Säule, Aufsatz mit Cherub und Akanthusblättern, Reliefs der Kreuzigungsgruppe zwischen den heiligen Stephanus und Ursula, bekrönt von heiliger Dorothea, Rückseite Vesperbild, Sandstein, barock, 1707   | D-6-73-127-28 Wikidata | BW             |
| An der Barget (Standort)                                                                      | Ehemalige Synagoge                           | Eingeschossiger Massivbau mit Satteldach, 1828, 1937 profaniert | D-6-73-127-43 Wikidata | weitere Bilder |
| Hardtweg 10 (Standort)                                                                        | Friedhof, Friedhofskreuz                     | Sockel mit Inschrift und Kruzifix, Sandstein, bezeichnet „1811“, als zwölfte Station in den Kreuzweg integriert | D-6-73-127-32 Wikidata | BW             |
| Hardtweg 10 (Standort)                                                                        | Friedhof                                     | Kreuzweg mit zwölf auf die Friedhofsmauer aufgesetzten Nischen mit Terrakottareliefs, um 1960 | D-6-73-127-32 Wikidata | BW             |
| Hardtweg 10 (Standort)                                                                        | Friedhof                                     | Priestergrabmal mit Relief, Christus als Guter Hirte vor Kreuz, um 1920 | D-6-73-127-32 Wikidata | BW             |
| Herrleinstraße 1 (Standort)                                                                   | Katholische Kuratiekirche Sankt Bartholomäus | Chorturmkirche, massiver Turm, mittelalterlich, mit gestuftem barockem Zwiebelhaubenhelm, massives Langhaus mit Satteldach, reiche Fassadengliederung mit Schweifgiebel, barock, bezeichnet „1735“; mit Ausstattung | D-6-73-127-27 Wikidata | weitere Bilder |
| Herrleinstraße 1, vor der Kirche (Standort)                                                   | Bildstock                                    | Sockel mit Inschrift und Säule, Aufsatz mit runden Reliefs der Trinität und Vierzehn Heiligen, Sandstein, bezeichnet „1844“                                                                                         | D-6-73-127-35 Wikidata | weitere Bilder |
| In der Leiten, Straße nach Großeibstadt (Standort)                                            | Wegkreuz                                     | Gebauchter Sockel, Kruzifix mit Tabernakel am Kreuzstamm, Sandstein, klassizistisch, Anfang 19. Jahrhundert | D-6-73-127-37 Wikidata | weitere Bilder |
| In Kleineibstadt, gegenüber der Einmündung von An der Barget in die Herrleinstraße (Standort) | Heiligenhäuschen                             | Baldachinartiger Sandsteinbau mit Marienkrönungsrelief, 1858, unten modern ergänzt | D-6-73-127-34 Wikidata | weitere Bilder |
| Kapellenweg 11 (Standort)                                                                     | Marienkapelle                                | Polygonal geschlossener Saalbau mit Satteldach und Dachreiter mit Zwiebelhaube, Sandsteinquaderbau, 1948; mit Ausstattung (u. a. Glasfenster um 1900)                                                               | D-6-73-127-41 Wikidata | BW             |
| Marienplatz (Standort)                                                                        | Figur der Pietà                              | Auf nach vorne gerundetem Sockel mit Inschriftkartusche und Cherubim, Sandstein, barock, um 1730 | D-6-73-127-30 Wikidata | weitere Bilder |
| Marienplatz 2 (Standort)                                                                      | Ehemaliges Schulhaus                         | Zweigeschossiger verputzter Massivbau auf Werksteinsockelgeschoss, Walmdach, Mitte 19. Jahrhundert | D-6-73-127-29 Wikidata | weitere Bilder |
| Münnerstädter Weg; Ortsausgang nach Saal a. d. Saale (Standort)                               | Flurkreuz                                    | Gebauchter Sockel mit Inschrift-Kartusche und Marienfigur, spätbarock, Sandstein, 1759, Kruzifix, Sandstein, Mitte 19. Jahrhundert                                                                                  | D-6-73-127-38 Wikidata | weitere Bilder |
| Münsterstraße 6 ()                                                                            | Ehemaliges Renteihaus, heute Gasthaus        | zweigeschossiger traufständiger Fachwerkbau mit Mansardhalbwalmdach, um 1800 | D-6-73-127-47          |                |
| Münsterstraße 11 (Standort)                                                                   | Wappenstein der Freiherren von Münster       | Sandstein, bezeichnet „1854“ | D-6-73-127-31 Wikidata | weitere Bilder |
| Nähe Großeibstädter Straße; vor der Saalebrücke (Standort)                                    | Figur des Heiligen Nepomuk                   | Auf Sockel mit Inschrift, Sandstein, barock, 1733 | D-6-73-127-36 Wikidata | weitere Bilder |
| Rainbrunnen, Weg zum Friedhof (Standort)                                                      | Heiligenhäuschen                             | Mit eingezogen segmentbogiger Verdachung, darin Figur des heiligen Wendelin, 19. Jahrhundert | D-6-73-127-33 Wikidata | weitere Bilder |
| Sandweg, an der Straße nach Kleinbardorf (Standort)                                           | Flurkreuz                                    | Sockel mit Inschrift und Kruzifix, Sandstein, bezeichnet „1854“, daneben Ruhbank | D-6-73-127-44 Wikidata | BW             |

## Ehemalige Baudenkmäler
In diesem Abschnitt sind Objekte aufgeführt, die früher einmal in der Denkmalliste eingetragen waren, jetzt aber nicht mehr. Objekte, die in anderem Zusammenhang – also z. B. als Teil eines Baudenkmals – weiter eingetragen sind, sollen hier nicht aufgeführt werden. Aktennummern in diesem Abschnitt sind ehemalige, jetzt nicht mehr gültige Aktennummern.

| Lage                                   | Objekt          | Beschreibung        | Akten-Nr.              | Bild            |
| -------------------------------------- | --------------- | ------------------- | ---------------------- | --------------- |
| Großeibstadt Fürstgasse 9 (Standort)   | Fußgängerpforte | Bezeichnet 1716     | D-6-73-127-4 Wikidata  | BW              |
| Großeibstadt Hauptstraße 23 (Standort) | Fußgängerpforte | 17./18. Jahrhundert | D-6-73-127-11 Wikidata | BW              |
| Großeibstadt Hauptstraße 35 (Standort) | Fußgängerpforte | Bezeichnet „1715“   | D-6-73-127-14 Wikidata | Fußgängerpforte |
| Großeibstadt Hofgasse 3 (Standort)     | Hoftorpfeiler   | 18. Jahrhundert     | D-6-73-127-17 Wikidata | BW              |